# Archivo Histórico del Estado de Baja California
El Archivo Histórico del Estado de Baja California (AHEBC), es el repositorio histórico oficial de Baja California. Gran parte del peso archivístico se concentra en acontecimientos relativos al siglo XX y en el desenvolvimiento del gobierno local. 

## Orígenes
Fue habilitado inicialmente a comienzos del siglo XXI, por la historiadora Susana Phelts Ramos y estuvo compuesto originalmente por 175 metros lineales de documentación, 134,688 imágenes en la fototeca y varios acervos bibliográficos y hemerográficos que fueron acumulándose tras varias décadas por funcionarios del Gobierno del Estado de Baja California. El primer antecedente de una instancia de gobierno estatal encargado de generar y acumular fuentes históricas tuvo lugar durante la administración de Xicoténcatl Leyva Mortera fue la creación de un Instituto de Investigaciones Históricas del Gobierno del Estado de Baja California (por sus siglas, IIHGBC), adscrito al gobierno estatal y por lo mismo distinto al que posteriormente fue la institución homónima del campus Tijuana de la Universidad Autónoma de Baja California. Mucha de la documentación del IIHGBC fue utilizada para alimentar la Hemeroteca de lo que la historiadora Phelts organizó en torno al AHEBC.
El inmueble en que se encuentra el AHEBC fue construido durante el periodo de gobierno de Abelardo L. Rodríguez para destinarse a la primera biblioteca pública de Mexicali. Posteriormente, sirvió para albergar las oficinas de los Servicios Coordinados de Salubridad y Asistencia del Territorio Norte de la Baja California. Las condiciones del inmueble en cuestión son óptimas para albergar el AHEBC, sobre todo, contemplando que el área de consulta y resguardo documental sería el sótano del edificio. Las condiciones de pandemia de Covid19 y, por motivos de carácter institucional, se canceló el servicio de consulta reabriéndose hasta el 10 de junio del 2022 para consulta. Como parte de los cambios en la política cultural de la gobernadora Marina del Pilar Ávila Olmeda, el afamado historiador Gabriel Rivera Delgado se convirtió en el director del archivo.

## Acervo
Aunque cuenta con amplio personal adscrito al gobierno estatal, el puesto directivo resulta esencial para las gestiones del propio AHEBC. Entre la directora Susana Phelts Ramos y el segundo director del mismo, el comunicólogo, fotógrafo y divulgador de la historia, Arturo Meillón, consolidaron el instrumento de consulta y motor de búsqueda que permitió ubicar la información de manera precisa, una base de datos en que todos y cada uno de los fondos documentales, cajas y expedientes pudieron ser localizados. Dicho instrumento de consulta llevó por nombre "CantuServer" en homenaje al gobernador del Distrito Norte de la Baja California, coronel Esteban Cantú. La información hemerográfica, fotográfica e, incluso Siñer, boletín que editaba el propio AHEBC, podía localizarse desde el "CantuServer". 
Los cinco fondos documentales que contaba el archivo eran los siguientes:
1. Partido Norte de la Baja California (correspondiente a información disponible en el archivo hasta antes de 1888).
2. Distrito Norte de la Baja California (con datos desde 1888 hasta 1930).
3. Territorio Norte de la Baja California (con datos de 1930 hasta 1953).
4. Gobierno del Estado (desde 1953 hasta la administración de Roberto de la Madrid Romandía).
5. Pablo L. Martínez (cuyo contenido fue las hemerografías producidas en el IIHGBC y recortes periodísticos de las columnas de Pedro F. Pérez y Ramírez).

Posteriormente, fueron añadiéndose nuevos fondos documentales. Algunos de ellos de índole artística como el fondo Instituto de Cultura de Baja California, que contenía información de curaduría de eventos artísticos y programas de mano de los eventos financiados por el sector público. 

## Instrumento de consulta
A finales del 2022, el exdirector del archivo Arturo Meillón ubicó la base de datos del acervo documental en la web y compartió su ubicación, en línea, con la actual administración del archivo histórico. Después de casi tres años en que el AHEBC careció de un instrumento de consulta, ahora nuevamente cuenta con dicho sistema. Ello supone que la información del antiguo servidor que solamente se podía consultar directamente en el archivo no se ha perdido, con la novedad de que ahora puede hacerse desde cualquier computadora o smarth phone conectado a internet la información que remite a las guías e inventarios del archivo y con ello facilitar la búsqueda de información in situ. El nuevo sitio web, con una revisión de interfaz distinta y con nuevos colores oficiales, se puede consultar en la web. 